# Pierre Brossolette
Pierre Brossolette (25. juni 1903 – 22. marts 1944) var en fransk socialist, journalist og et ledende medlem af den Franske modstandsbevægelse.

## Biografi

### Uddannelse, politik og journalistik
Pierre Brossolette blev født i Paris ind i en familie, som var dybt involveret i kampen for et sekulariseret skolevæsen i begyndelsen af det 20. århundredes Frankrig. Hans far var Léon Brossolette, generalinspektør for grundskoling og han var nevø af Francisque Vial, direktøren for overbygningsskolen.
Han blev nummer et ved adgangseksamen til den særdeles prestigefyldte l'École Normale Supérieure og havde i sin uddannelsestid titlen "cacique" som internt anvendes om den dygtigste elev, foran intellektuelle som filosoffen Wladimir Jankélévitch. Han tog eksamen i 1925 som nummer to efter Georges Bidault efter en lille skandale om emnerne ved den afsluttende eksamen. Hans store interesse for historie havde fået ham til at vælge dette hovedemne ("agrégation") frem for det dengang mere sædvanlige og prestigefyldte filosofi agrégation.
I stedet for at forfølge en akademisk karriere, som det var sædvane med denne højst intellektuelle uddannelse, længtes han efter handling og besluttede at gå ind i politik og journalistik. Han gik ind i Section française de l'Internationale ouvrière (den franske sektion af arbejdernes internationale) i 1929 og arbejdede som journalist for Notre Temps, L'Europe Nouvelle og den socialistiske partiavis Le Populaire. Han arbejdede også for Radio-PTT med blev fyret da han gik voldsomt imod München-aftalen på radioen i 1939, og lagde skylden for skammen på indenrigsministeren. Brossolette havde udviklet sig fra en resolut pacifist i tråd med Aristide Briand's ideer til en stærk kritiker af Hitlers opstigen i sine avisartikler.
Da 2. Verdenskrig brød ud gik han ind i hæren som løjtnant og nåede at blive forfremmet til kaptajn inden Frankrigs fald. Han fik hædrende omtale to gange for en velordnet tilbagetrækning af hans bataljon. Efter våbenhvilen forbød det nye Vichy-styre ham at undervise og Brossolette og hans kone åbnede en boghandel i Paris på Rue de la Pompe nær Lycée Janson-de-Sailly, hvilket efterhånden blev det vigtigste sted for udveksling af efterretninger og mødested.

### Modstand
Han var modstander af Vicht-regeringen og deltog i grundlæggelsen af modstgandsgrupperne Libération-Nord og Organisation civile et militaire i Vichy-området. Han tilsluttede sig senere Comité d'Action Socialiste.
Om natten den 26. april/27. april 1942 forlod Brossolette hemmeligt Frankrig i et Lysander fly og mødtes med Charles de Gaulle som repræsentant for modstandsbevægelsen.
Han arbejdede for de Frie franske styrkers efterretningsvæsen – BCRA (Bureau Central de Renseignement et d'Action) – i samarbejde med SOE og blev til sidst fløjet tilbage til Frankrig om natten 26. januar/27. januar 1943 og mødtes med André Dewavrin (alias le Colonel Passy), BCRA's leder, i Paris en måned senere. Både han og Dewavrin vendte tilbage til England igen om natten den 15. april/16. april 1943.

### Arrestation
Da han vendte tilbage til Paris for sin tredje mission under dæknavn, var han allerede velkendt af Gestapo og blev anset for den mest eftersøgte mand i Frankrig som leder af modstandsbevægelsen i den besatte det af Frankrig. Han undgik at blive arresteret mange gange. I februar 1944 forsøgte han at vendte tilbage til Storbritannien med båd, men fartøjet havarerede og han blev fanget af tyskerne. I starten genkendte Gestapo ham ikke, men det endte med at han blev taget med til Gestapo hovedkvarteret i Paris.

### Død
Han blev udsat for tortur, og da han var bange for at røbe navnene på andre, sprang han ud fra et vindue på et toilet på sjette sal i Gestapohovedkvarteret den 22. marts 1944 og døde senere samme aften på et hospital i Paris.